# Behind the Mask: The Rise of Leslie Vernon
Behind the Mask: The Rise of Leslie Vernon är en amerikansk fiktiv dokumentärfilm från 2006.
Filmen handlar om ett team journalister som intervjuar Leslie Vernon, en blivande seriemördare. Han berättar för dem om sina drömmar att bli "en av de stora", som Freddy Krueger, Jason Voorhees, och Michael Myers.
Filmen synliggör och driver med olika klyschor som är vanligt förekommande inom slasherfilmer.

## Rollista
- Nathan Baesel – Leslie Vernon, mördaren
- Angela Goethals – Taylor Gentry, intervjuaren
- Zelda Rubinstein – fru Collinwood
- Scott Wilson – Eugene, mördarens pappa
- Robert Englund – Doc Halloran, mördarens nemesis